# MTV Movie Awards 2011
Die Verleihung der  MTV Movie Awards 2011 fand am 5. Juni 2011 im Gibson Amphitheater in Universal City statt. Moderator der Show war Jason Sudeikis.
Musikalische Liveauftritte hatten Lupe Fiasco und Trey Songz sowie die Foo Fighters.

## Präsentatoren
- Justin Timberlake und Mila Kunis
- J. J. Abrams, Joel Courtney, Elle Fanning und Steven Spielberg
- Steve Carell, Ryan Gosling und Emma Stone
- Jim Carrey – Ansager von den Foo Fighters
- Aziz Ansari, Danny R. McBride und Nick Swardson
- Josh Duhamel, Patrick Dempsey, Rosie Huntington-Whiteley und Shia LaBeouf
- Blake Lively und Ryan Reynolds
- Emma Watson
- Patrick Dempsey, Robert Pattinson und Chelsea Handler
- Cameron Diaz und Jason Segel
- Ashton Kutcher und Nicki Minaj
- Katie Cassidy, Selena Gomez und Leighton Meester – Ansager von Trey Songz und Lupe Fiasco
- Jason Bateman, Charlie Day und Jason Sudeikis
- Robert Pattinson, Kristen Stewart und Taylor Lautner
- Gary Busey

## Preisträger und Nominierte

### Bester Film
Eclipse – Bis(s) zum Abendrot (The Twilight Saga: Eclipse)
- Black Swan
- Harry Potter und die Heiligtümer des Todes – Teil 1 (Harry Potter and the Deathly Hallows – Part 1)
- Inception
- The Social Network

### Bester Schauspieler
Robert Pattinson – Eclipse – Bis(s) zum Abendrot (The Twilight Saga: Eclipse)
- Jesse Eisenberg – The Social Network
- Zac Efron – Wie durch ein Wunder (Charlie St. Cloud)
- Taylor Lautner – Eclipse – Bis(s) zum Abendrot (The Twilight Saga: Eclipse)
- Daniel Radcliffe – Harry Potter und die Heiligtümer des Todes – Teil 1 (Harry Potter and the Deathly Hallows – Part 1)

### Beste Schauspielerin
Kristen Stewart – Eclipse – Bis(s) zum Abendrot (The Twilight Saga: Eclipse)
- Jennifer Aniston – Meine erfundene Frau (Just Go with It)
- Natalie Portman – Black Swan
- Emma Stone – Einfach zu haben (Easy A)
- Emma Watson – Harry Potter und die Heiligtümer des Todes – Teil 1 (Harry Potter and the Deathly Hallows – Part 1)

### Bester Newcomer
Chloë Moretz – Kick-Ass
- Jay Chou – The Green Hornet
- Andrew Garfield – The Social Network
- Xavier Samuel – Eclipse – Bis(s) zum Abendrot (The Twilight Saga: Eclipse)
- Hailee Steinfeld – True Grit
- Olivia Wilde – Tron: Legacy

### Bester Bösewicht
Tom Felton – Harry Potter und die Heiligtümer des Todes – Teil 1 (Harry Potter and the Deathly Hallows – Part 1)
- Ned Beatty – Toy Story 3
- Leighton Meester – The Roommate
- Mickey Rourke – Iron Man 2
- Christoph Waltz – The Green Hornet

### Beste Comedy-Darstellung
Emma Stone – Einfach zu haben (Easy A)
- Russell Brand – Männertrip (Get Him To The Greek)
- Zach Galifianakis – Stichtag (Due Date)
- Ashton Kutcher – Freundschaft Plus (No Strings Attached)
- Adam Sandler – Meine erfundene Frau (Just Go with It)

### Bester Angsthase
Elliot Page – Inception
- Ashley Bell – Der letzte Exorzismus (The Last Exorcism)
- Minka Kelly – The Roommate
- Ryan Reynolds – Buried – Lebend begraben (Buried)
- Jessica Szohr – Piranha 3D

### Bester Filmkuss
Robert Pattinson & Kristen Stewart – Eclipse – Bis(s) zum Abendrot (The Twilight Saga: Eclipse)
- Joseph Gordon-Levitt & Elliot Page – Inception
- Mila Kunis & Natalie Portman – Black Swan
- Taylor Lautner & Kristen Stewart – Eclipse – Bis(s) zum Abendrot (The Twilight Saga: Eclipse)
- Daniel Radcliffe & Emma Watson – Harry Potter und die Heiligtümer des Todes – Teil 1 (Harry Potter and the Deathly Hallows – Part 1)

### Beste Kampfszene
Bryce Dallas Howard & Xavier Samuel vs. Robert Pattinson – Eclipse – Bis(s) zum Abendrot (The Twilight Saga: Eclipse)
- Amy Adams vs. The Sisters – The Fighter
- Arben Bajraktaraj & Rod Hunt vs. Rupert Grint, Daniel Radcliffe & Emma Watson  – Harry Potter und die Heiligtümer des Todes – Teil 1 (Harry Potter and the Deathly Hallows – Part 1)
- Joseph Gordon-Levitt vs. Hallway Attacker – Inception
- Chloë Moretz vs. Mark Strong – Kick-Ass

### BesterWTF-Moment
Justin Bieber – Justin Bieber: Never Say Never
- Leonardo DiCaprio & Elliot Page – Inception
- James Franco – 127 Hours
- Steve-O – Jackass 3D
- Natalie Portman – Black Swan

### Größter „BadassStar“
Chloë Moretz – Kick-Ass
- Robert Downey Jr. – Iron Man 2
- Joseph Gordon-Levitt – Inception
- Alex Pettyfer – Ich bin Nummer Vier (I Am Number Four)
- Jaden Smith – Karate Kid (The Karate Kid)

### Bestes Filmzitat
„I want to get Chocolate Wasted!“ – Alexys Nycole Sanchez aus Kindsköpfe (Grown Ups)
- „...A million dollars isn't cool. You know what's cool?“ „You?“ „A billion dollars. And that shut everybody up“ – Andrew Garfield & Justin Timberlake aus The Social Network
- „If you guys were the inventors of Facebook, you'd have invented Facebook“ – Jesse Eisenberg aus The Social Network
- „There's a higher power that will judge you for your indecency.“ „Tom Cruise?“ – Amanda Bynes & Emma Stone aus Einfach zu haben (Easy A)
- „You mustn't be afraid to dream a little bigger, Darling“ – Tom Hardy aus Inception

### Bester Lateinamerikanischer Schauspieler
Alexa Vega – From Prada to Nada
- Benjamin Bratt – La Mission
- Rosario Dawson – Unstoppable – Außer Kontrolle (Unstoppable)
- Jennifer Lopez – Plan B für die Liebe (The Back-up Plan)
- Zoë Saldaña – The Losers
- Danny Trejo – Machete

### MTV Generation Award
- Reese Witherspoon